# صوفيا براهي
صوفيا براهي (بالدنماركية: Sophie Brahe)‏ (و. 1556 – 1643 م) هي عالمة فلك، ومؤرخة من الدنمارك.
توفيت في هيليسينكور، عن عمر يناهز 87 عاماً.

## حياتها
وُلدت في نتستغوب، وكانت الطفلة الأصغر من بين عشرة أطفال، لوالدها أوتي براهب، وهو مستشار ملك الدنمارك (بالدنماركية: rigsråd)؛ ووالدتها بيات كلوزداتر بيلي، قائدة الأسرة الملكية للملكة صوفي. كان شقيق صوفي الأكبر عالم الفلك تايكو براهي. بالرغم من كونه أكبر منها سنًا بعقد من الزمن وترعرعه في أسرة منفصلة، فقد أًصبح الاثنان قريبين من بعضهما في الوقت الذي أصبحت فيه صوفيا مراهقة. توحَّد الأخ والأخت بعملهما في العلم، وبمعارضة عائلتهم للعلم كنشاط مناسب لأعضاء الأرستقراطية.
تزوجت من أوتو ثوت عام 1579، وهو رجل أكبر منها سنًا: كان عمره 33 عامًا. كان لها طفل واحد منه قبل وفاته في 23 مارس 1588. وُلد ابنهما تاغ ثوت عام 1580. أدارت صوفيا ملكية زوجها بعد وفاته، والواقعة في إيريكسهولم (المعروفة اليوم باسم قلعة ترولهولم)، أدارت العقار لتبقيه مربحًا إلى حين بلوغ ابنها. أصبحت خلال هذا الوقت أيضًا عالمة بستنة، بالإضافة إلى دراساتها في الكيمياء والطب. قيل أن الحدائق التي صممتها في إيريكسهولم كانت استثنائية. كانت صوفي مهتمة بالذات بدراسة الكيمياء والطب بحسب براكلسوس، والتي تعمل فيها جُرع صغيرة من السم كدواء قوي، واستغلت مهاراتها لمعالجة الفقراء المحليين. كانت مُكرسة نفسها لدراسة علم الفلك وساعدت شقيقها في عمل مخططات الأبراج.
وقَّع ملك الدنمارك فريدريك الثاني في 21 يوليو عام 1587 وثيقة لنقل سند ملكية مزرعة أوغوب إلى صوفيا براهي في ما يعرف الآن بالسويد (سفيندين، وغيرها).
استمرت صوفيا بزياراتها المستمرة لأورانينبورغ حيث التقت بإيريك لانغ، رجل نبيل درس الخيمياء وصديقٌ لتايكو. زارت صوفي أورانينبورغ 13 مرة عام 1590 وخُطبت إلى لانغ. استعمل لانغ أغلب ثروته في تجارب الخيمياء، فتأخر زواجهما لبضع سنوات بينما تجنب الدائنين وسافر إلى ألمانيا ليحاول إيجاد رعاةٍ لعمله. كتب تايكو براهي القصيدة اللاتينية الملحمية بعنوان «أورانيا تيتاني» خلال فترة انفصال الزوجين، كرسالة تعبير من شقيقته صوفيا إلى خطيبها عام 1594. يُصور تايكو صوفيا كالأورانيا، شاعرة في علم الفلك، وتلميح آخر منه لاحترامه لها لمساعيها العلمية.
زارت لانغ عام 1599 في هامبورغ، ولكنهما لم يتزوجا حتى عام 1602 في إكرنفورده. عاشا في هذه المدينة لفترة في فقر شديد. كتبت صوفي رسالة طويلة إلى شقيقتها مارغريت برايي، تصف فيها أنها مُجبرة على ارتداء جوارب فيها ثقوب لزفافها. كان يجب إعادة ملابس الزفاف الخاصة بلانغ إلى مكتب الرهونات بعد الزفاف، بسبب عدم استطاعة الزوجين تحمل تكاليف الاحتفاظ بها. عبَّرت عن غضبها من ممانعة عائلتها لدراساتها العلمية، وحرمانهم لها من المال الذي تستحقه. كان إيريك لانغ يعيش في براغ بحلول عام 1608، وتوفي هناك عام 1613 (المكتبة الملكية).
موَّلت صوفي شخصيًا ترميم الكنيسة المحلية، ايفيتوفا كيركا. كانت تُخطط إلى أن تُدفن هناك، ولا يزال غطاء تابوتها الحجري غير المستخدم في مخزن الكنيسة (سفيندين، وغيرها). ولكنها انتقلت إلى نيوزلندا بشكل دائم بحلول عام 1616 واستقرت في هلسنغور. عاشت في نيوزلندا في إلسينور بالأخص حيث عملت بشكل رئيسي على البستنة والنباتات الشافية. أمضت سنواتها الأخيرة تكتب سلالة العائلات النبيلة الدنماركية، ونَشرت نسختها الرئيسية الأولى عام 1626 (كان هنالك إضافات لاحقًا). لا يزال عملها يُعتبر مصدرًا رئيسيًا للتاريخ المبكر للنبلاء الدنماركيين (المكتبة الملكية). توفيت في هلسنغور عام 1643، ودُفنت في كنيسة تورلوسا القديمة في قرية تورلوسا، شرق مدينة لاندسكرونا في ما كان حينذاك الدنمارك ولكنه جنوب السويد حاليًا. كانت تلك الكنيسة تحتوي على كنيسةٍ صغيرةٍ للدفن تابعةٍ لعائلة ثوت التي بقيت لبعض الوقت حتى بعد هدم الكنيسة نفسها في منتصف القرن التاسع عشر (بُنيت كنيسة تورلوسا الجديدة بالقرب منها). حاليًا، تُظهر الأحجار الكريمة الموضوعة معالم كنيسة ثوت الصغيرة، في حين لا يزال شاهد قبر صوفي براهي قائماً في الموقع.

## حياتها المهنية وبحوثها

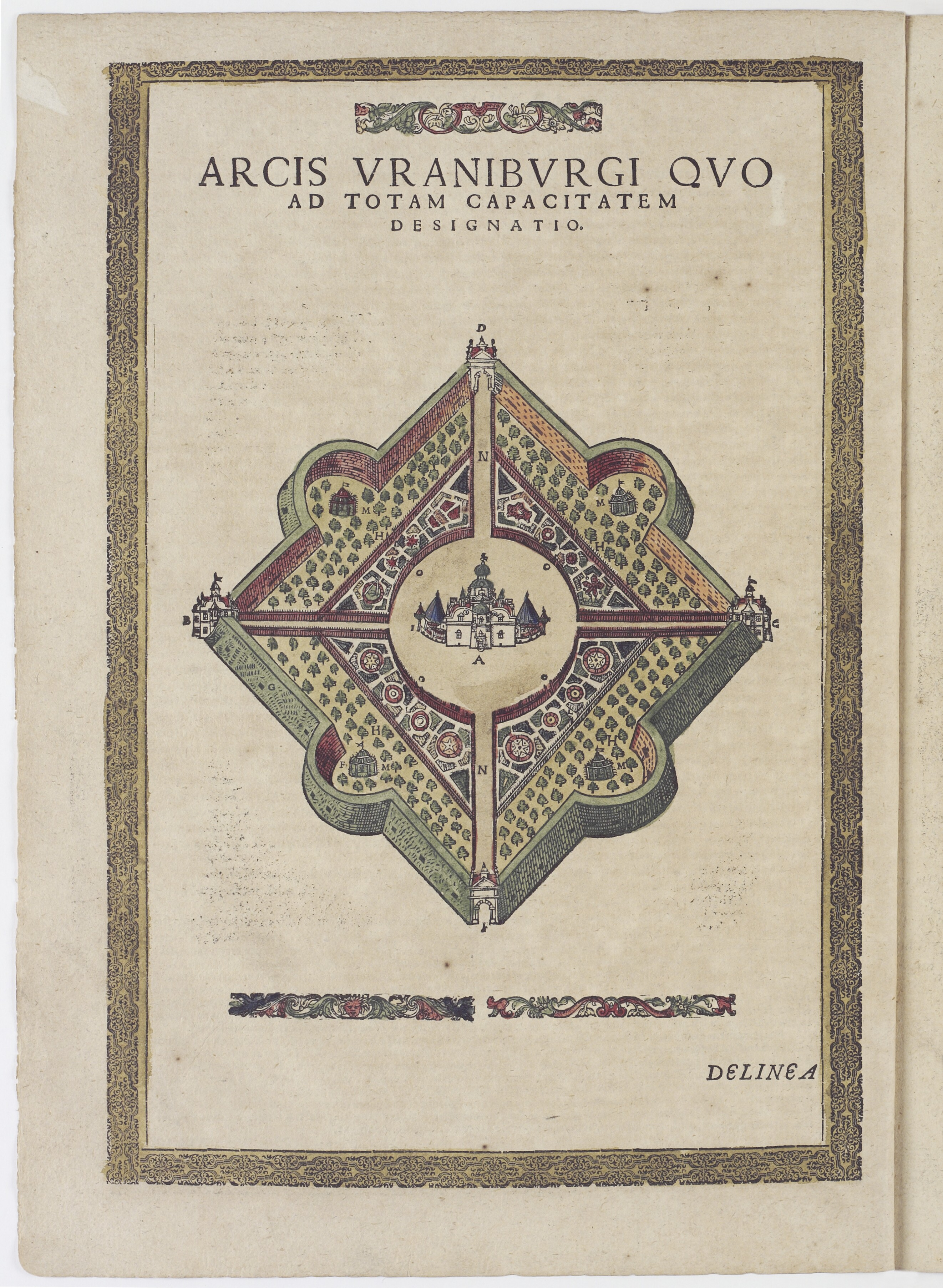
صورة محفورة على الخشب لمرصد أورانيينبورغ الخاص بعالم الفلك تيخو براهي

كتب تايكو أنه درَّب صوفيا في علم البستنة والكيمياء، ولكنه قال لها في البداية أن لا تدرس علم الفلك. عبَّر بفخرٍ عن تعلمها لعلم الفلك بنفسها، دراستها للكتب باللغة الألمانية، وترجمتها لكتب لاتينية بأموالها الخاصة لكي تستطيع دراستها أيضًا (تيورنم). زارت مرصده أورانينبورغ بشكل متكرر، الواقع على جزيرة فّين الدنماركية في ذلك الحين. ساعدته هناك في ملاحظاته الفلكية المتعلقة بكتاب عن النجم الجديد (De nova stella)، وبالأخص ملاحظات 11 نوفمبر 1572 التي أدَّت إلى اكتشاف مستعر أعظم والكسوف القمري لـ 8 ديسمبر 1573. يبدوا أن الملاحظات الدقيقة لمساعدتها له هنا غير مسجلة. يبدوا أن تايكو احترم مساعي صوفيا الفكرية – في إشارةٍ إلى الإعجاب بـ «عقلها المُصمم» أو animus invictus (المكتبة الملكية) مما يدل على أن مساهماتها في عمله (ما يُعرف اليوم بذلك) لم تكن مُبتذلة.
درست صوفيا براهي علم البستنة والكيمياء. نصحها تايكو براهي في البداية أن تتجنب دراسة علم الفلك؛ واستمرت صوفيا مع ذلك ودرست الموضوع في وقتها الخاص وبمصادرها الخاصة. يُعتبر العمل الذي ساعدت صوفيا فيه شقيقها الآن أساس توقعات المدارات الحديثة للكواكب والنظام الشمسي. حصلت أغلب المُلاحظات في جزيرة فّين. جمع تايكو وصوفيا في مرصد فّين أكثر القياسات دقة إلى يومنا هذا (قبل اختراع التلسكوب) لمواقع الكواكب فيما يتعلق بالوقت. يُعرف تايكو براهي عامةً للأجهزة والأدوات التي صنعها والتي ساعدت في الملاحظات. كان لصوفيا من الناحية الأخرى دور رئيسي في القيام بالملاحظات نفسها. راقب تايكو ومساعدوه، الذين كانت صوفيا من ضمنهم، مدارات الأجسام الكوكبية عوضًا عن المواقع وحدها. قام الشقيقان براهي باكتشاف هائل وهو النجم الجديد، المعروف باسم مستعر أعظم تايكو. الاسم العلمي الرسمي لهذا المستعر الأعظم هو المستعر الأعظم 1572. كان اكتشاف مستعر أعظم تايكو موضع جدل مما ذبذب إيمان الناس بسبب كونه أول دليلٍ يُظهر أن الأرض ليست مركز الكون يتم إيجاده.
حالما أنجز الشقيقان براهي ملاحظاتهما، طلب تايكو النقود من ملك الدنمارك فريدريك الثاني، فريدريك العظيم،  للمضي قدمًا في المزيد من مرافق الرصد في فّين. كان لدى الملك انطباعٌ بأن الملاحظات كانت لتايكو وبحثه الشخصي؛ ومع ذلك فمن المعروف أن بعض المراصد أُنشأت لكي تعمل صوفيا فيها على ملاحظاتها الخاصة. مُررت الكثير من البيانات التي جُمعت خلال فترة حياة تايكو لتلميذه، يوهانس كبلر، عوضًا عن شقيقته، صوفيا براهي. يُمكن القول بأن العمل الذي ساعدت فيه صوفيا شقيقها وضع الأساس للسير إسحاق نيوتن.
يُمكن رؤية أن صوفيا كانت مهتمة أكثر بالخبرة العملية والملاحظات بدلًا من التجريب. يظهر هذا بشكل واضح خلال زواجها. تزوجت صوفيا من إيريك لانغ مرة أخرى عام 1602. عُرف لانغ بدراسته للخيمياء، ولكنه لم يكن من اهتمامات صوفيا. أنفق لانغ جميع نقودهما دون فائدة، في محاولته ليجعل من نفسه وزوجته أثرياء، وانتهى بهم الأمر في العيش في فقر شديد.